# Geisselhiebe-Polka
Die Geisselhiebe-Polka ist eine Polka  von Johann Strauss (Sohn) (op. 60). Das Werk wurde im  Dezember 1848 erstmals aufgeführt. Der Ort der Uraufführung ist nicht überliefert.

## Einzelnachweis
1. ↑  Quelle: Englische Version des Booklets (Seite 43) in der 52 CDs umfassenden Gesamtausgabe der Orchesterwerke von Johann Strauß (Sohn), Hrsg. Naxos (Label). Das Werk ist als erster Titel auf der 14. CD zu hören.